# Zealeuctra narfi
Zealeuctra narfi is een steenvlieg uit de familie naaldsteenvliegen (Leuctridae). De wetenschappelijke naam van de soort is voor het eerst geldig gepubliceerd in 1969 door Ricker & Ross.